# Liste der Monuments historiques in Lachelle
Die Liste der Monuments historiques in Lachelle führt die Monuments historiques in der französischen Gemeinde Lachelle auf.

## Liste der Bauwerke
| Bezeichnung       | Beschreibung              | Standort | Kennzeichnung | Schutzstatus | Datum | Bild           |
| ----------------- | ------------------------- | -------- | ------------- | ------------ | ----- | -------------- |
| Kirche Notre-Dame | Erbaut im 16. Jahrhundert | (Lage)   | PA00114723    | Inscrit      | 1949  | weitere Bilder |

## Liste der Objekte
- Monuments historiques (Objekte) in Lachelle in der Base Palissy des französischen Kultusministeriums